# Spathuliger vicinus
Spathuliger vicinus är en skalbaggsart som beskrevs av Auguste Vinson 1963. Spathuliger vicinus ingår i släktet Spathuliger och familjen långhorningar. Inga underarter finns listade i Catalogue of Life.